# Chionaema fugax
Chionaema fugax är en fjärilsart som beskrevs av Emilio Berio 1939. Chionaema fugax ingår i släktet Chionaema och familjen björnspinnare. Inga underarter finns listade i Catalogue of Life.